# Васильевка 2-я
Васильевка 2-я — посёлок в Верхнехавском районе Воронежской области.
Входит в состав Шукавского сельского поселения.

## География

### Улицы
- ул. Колхозная.

## Население
| 2000 | 2005 | 2010 |
| ---- | ---- | ---- |
| 103  | ↘92  | ↘11  |